# Cairoma
Cairoma è un comune (municipio in spagnolo) della Bolivia nella provincia di Loayza (dipartimento di La Paz) con 12.693 abitanti (dato 2010).

## Cantoni
Il comune è suddiviso in 5 cantoni (popolazione 2001):
- Asiento Araca - 4.604 abitanti
- Cairoma - 2.494 abitanti
- Keraya - 3.457 abitanti
- Saya - 548 abitanti
- Tienda Pata - 235 abitanti